# Alfred Kochanowski von Korwinau
Alfred Kochanowski Edler von Korwinau (Czernowitz, 18. travnja 1866. – Beč, 30. studenog 1930.) je bio austrougarski general i vojni zapovjednik. Tijekom Prvog svjetskog rata obnašao je dužnost načelnika stožera 1. i 3. armije, te je zapovijedao 22. landverskom divizijom na Istočnom i Talijanskom bojištu.

## Vojna karijera
Alfred Kochanowski je rođen 18. travnja 1866. u Czernowitzu. Sin je Adalberta Kochanowskog, inače člana Kasacijskog i Carskog suda. Od 1883. pohađa Terezijansku vojnu akademiju koju završava 1886. godine. Potom s činom poručnika, služi u 15. pješačkoj pukovniji, da bi od 1890. pohađao Ratnu školu u Beču. Školovanje na istoj okončava 1892. nakon čega je raspoređen na službu u Glavni stožer. Nakon toga služi u stožeru 25. pješačke brigade smještene u Beču, da bi 1895. bio imenovan načelnikom stožera 13. pješačke divizije koja je također bila smještena u istom gradu. Od 1896. predavač je na Kadetskoj školi u Hainburgu. Navedenu dužnost obnaša do 1900. kada je raspoređen na službu u 95. pješačku pukovniju. Od 1901. predaje u Ratnoj školi predmet taktika i stožerne operacije, nakon čega od 1908. služi u 57. pješačkoj pukovniji. U međuvremenu je, 1902., promaknut u čin bojnika, te 1906. u čin potpukovnika. Godine 1909. unaprijeđen je u čin pukovnika, te imenovan načelnikom stožera I. korpusa sa sjedištem u Krakowu. U svibnju 1914. promaknut je u čin general bojnika, a te iste godine postaje i zapovjednikom 91. landverske brigade. 

## Prvi svjetski rat
Na početku Prvog svjetskog rata imenovan je načelnikom stožera 1. armije kojom je na Istočnom bojištu zapovijedao Viktor Dankl. Tijekom 1914. s istom sudjeluje u Bitci kod Krasnika, te potom u borbama kod Lublina. Tijekom svibnja 1915. kratko je obnašao dužnost načelnika stožera 3. armije nakon čega se ponovno vraća na staru dužnost načelnika stožera 1. armije. U ožujku 1916. imenovan je zapovjednikom 22. landverske divizije s kojom sudjeluje u Tirolskoj ofenzivi. Navedenom divizijom zapovijeda do svibnja 1917. kada je promaknut u čin podmaršala. U prosincu te iste godine imenovan je u stručno povjerenstvo ministarstva rata koje se bavilo pitanjima ratne znanosti.

## Poslije rata
Nakon završetka rata Kochanowkski je s 1. siječnjem 1919. umirovljen. Preminuo je 30. studenog 1930. u 65. godini života u Beču.